# Pausanias
Pausanias (altgriechisch Παυσανίας, zur Unterscheidung von anderen Trägern des Namens mitunter Pausanias Periegetes „der Perieget“ genannt; * um 115 in Kleinasien; † um 180) war ein griechischer Reiseschriftsteller und Geograph. Pausanias wird manchmal auch zu den Historikern gerechnet, obgleich sein Werk nicht den Genreregeln der antiken Historiographie folgt. Sein bekanntestes Werk ist die Beschreibung Griechenlands.

## Leben
Das Wenige, was über das Leben des Pausanias bekannt ist, geht aus seinem Werk hervor. Sowohl Geburtsjahr als auch Todesjahr sind unbekannt, allerdings ist seinem Werk zu entnehmen, dass es zur Zeit der Kaiser Antoninus Pius (138 bis 161) und Marc Aurel (161 bis 180) entstand. Aus seiner Angabe, Antinoos nicht mehr lebend gesehen zu haben, ist zu schließen, dass Pausanias zwischen 111 und 115 in Kleinasien geboren wurde, wahrscheinlich in der Gegend des Sipylosgebirges, einer Gegend, die er „seine eigene“ nennt. Seine sehr gute und umfangreiche Bildung (paideia) kann er folglich am ehesten in Magnesia am Sipylos erhalten haben. Außerdem entstammte er wohl einer vermögenden Familie, da er sich seine ausgedehnte Reisetätigkeit bereits in jungen Jahren leisten konnte. Auch seine Kenntnisse in Literatur, Geographie und Mythologie sprechen für eine gehobene gesellschaftliche Stellung. Seinem Werk nach zu urteilen, vor allem den Stellen, in denen er auf seine Augenzeugenschaft hinweist, scheint er nicht nur ganz Griechenland und Westkleinasien, sondern auch Galatien und das südliche Kleinasien bereist zu haben. Des Weiteren kam er bis zum Euphrat, durch Syrien und Palästina. In Ägypten kam er im Süden bis Theben. Darüber hinaus kannte er auch Rom, Kampanien und Süditalien aus eigener Anschauung. Zeitpunkt und Reihenfolge der einzelnen Reisen sind ebenso unbekannt wie der Ort, an dem er wohl kurz nach 175 starb.

## Werk

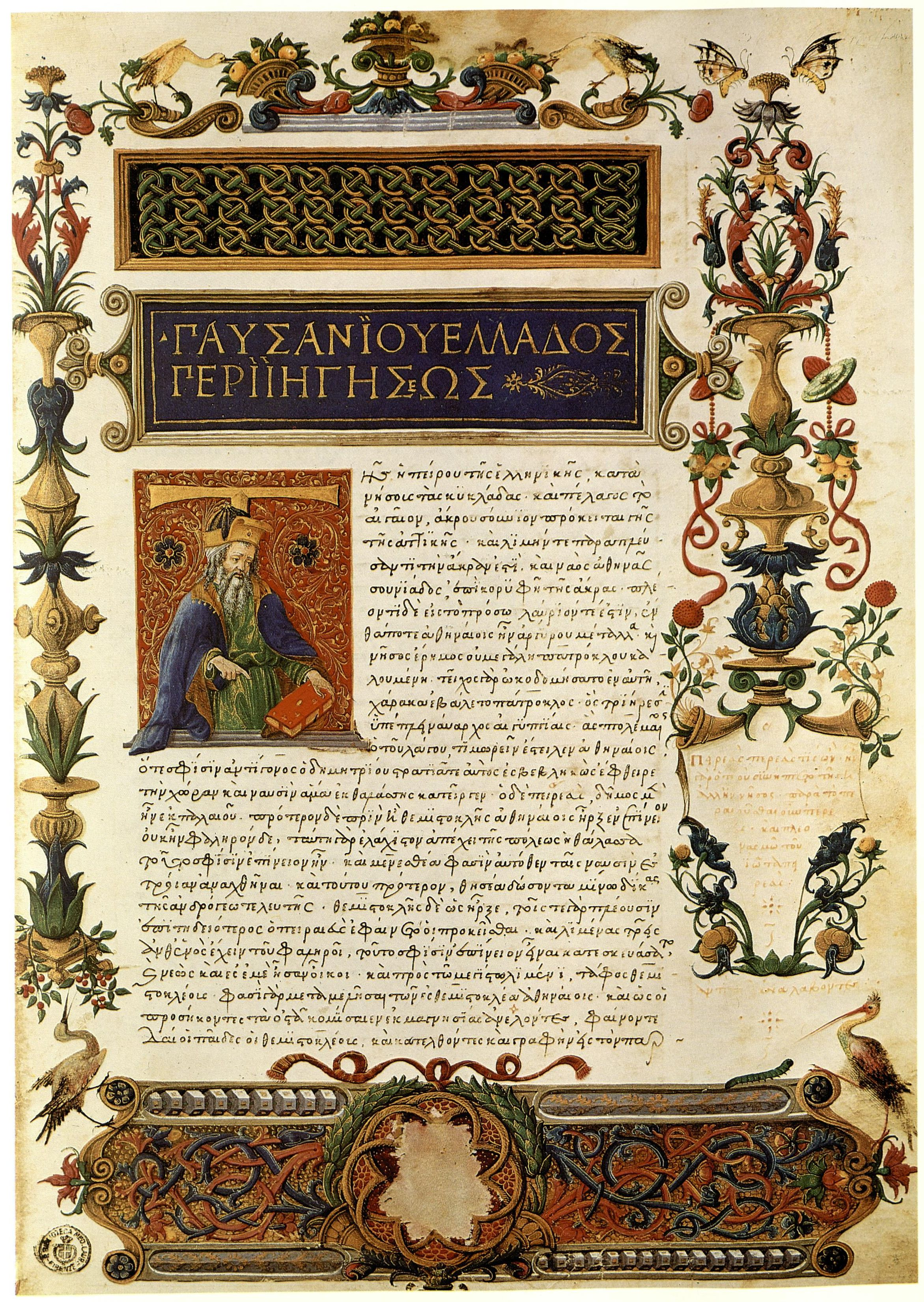
Der Anfang von Pausanias’ Beschreibung Griechenlands in der von Johannes Rhosos im Jahr 1485 angefertigten Handschrift Florenz, Biblioteca Medicea Laurenziana, Plut. 56.11, fol. 1r

Pausanias’ „Beschreibung Griechenlands“ (altgriechisch Ἑλλάδος Περιήγησις Helládos Periḗgēsis) ist ein zehnbändiger Reisebericht, der zwischen 155 und 180 n. Chr. entstand. Aufgrund des abrupten Endes wird diskutiert, ob es ein weiteres Buch gab. Die Frage nach einer abschließenden Endredaktion aller zehn Bücher und dem Alter des zehnten Buches ist umstritten. Sein Werk zählt zu den wichtigsten Quellen zur Geographie, Geschichte und Mythologie des antiken Griechenlands.

### Struktur und Inhalt
Das Werk beschreibt die wichtigsten Regionen des antiken Griechenlands. Jedes dieser Gebiete wird durch seine Städte, Geographie, Heiligtümer, Mythen und geschichtlichen Ereignissen charakterisiert.
In Buch I behandelt Pausanias Athen, Attika und das Gebiet von Megara; dem Gebiet von Korinth und der Argolis sowie der Insel Ägina ist Buch II gewidmet; Buch III beschreibt Lakonien; Buch IV Messenien; Buch V und Buch VI sind Elis und einer ausführlichen Beschreibung Olympias gewidmet; Buch VII behandelt Achaia; Buch VIII Arkadien; Buch IX Böotien; Buch X behandelt die Phokis unter Einschluss von Delphi und zum Teil die Lokris.

### Zielpublikum
Pausanias wandte sich mit seiner Beschreibung Griechenlands an gebildete Kreise Griechenlands und Roms. Er wollte ihnen Griechenland näher bringen und sie in die Besonderheiten dieses Gebietes einführen und schrieb auch für Reisende, die dieselbe Route wie er einschlugen. Allerdings erreichte Pausanias in der Antike zunächst kein großes Publikum, denn über Jahrhunderte hinweg wurde er nicht zitiert. Erst in der ausgehenden Spätantike, in frühjustinianischer Zeit, also um 530, zitierte ihn Stephanos von Byzanz, der sich für die von Pausanias beschriebenen griechischen Städte interessierte. Eine breite Leserschaft erlangte Pausanias erst dann, als es populär wurde, Griechenland zu bereisen.
Aus dem 15. Jahrhundert stammt die älteste erhaltene Handschrift des Werkes.

### Methodik
Pausanias’ Darstellung stützt sich sowohl auf seine eigenen Anschauungen und Beobachtungen vor Ort (Autopsie) als auch auf die Studien von zahlreichen älteren antiken Autoren. Vielfach vermerkt er örtliche Überlieferungen oder zitiert Lokalhistoriker, die anderweitig verloren sind. Pausanias trug mit seinen Schriften wesentlich zu unserem Bild des antiken Griechenlands bei.
Er beschreibt nicht nur die Landschaft sehr genau, indem er teils sogar die Beschaffenheit der Böden charakterisiert und recht genaue Wegbeschreibungen liefert, sondern auch jegliche Arten von Bauwerken, angefangen mit Tempelanlagen bis hin zu Stadtmauern und Friedhöfen. Außerdem interessiert er sich für Rituale und Kulte in den von ihm bereisten Städten. All dies stellt er für seine Leser möglichst plastisch dar, allerdings nicht immer ganz korrekt oder gar vollständig.

## Rezeption

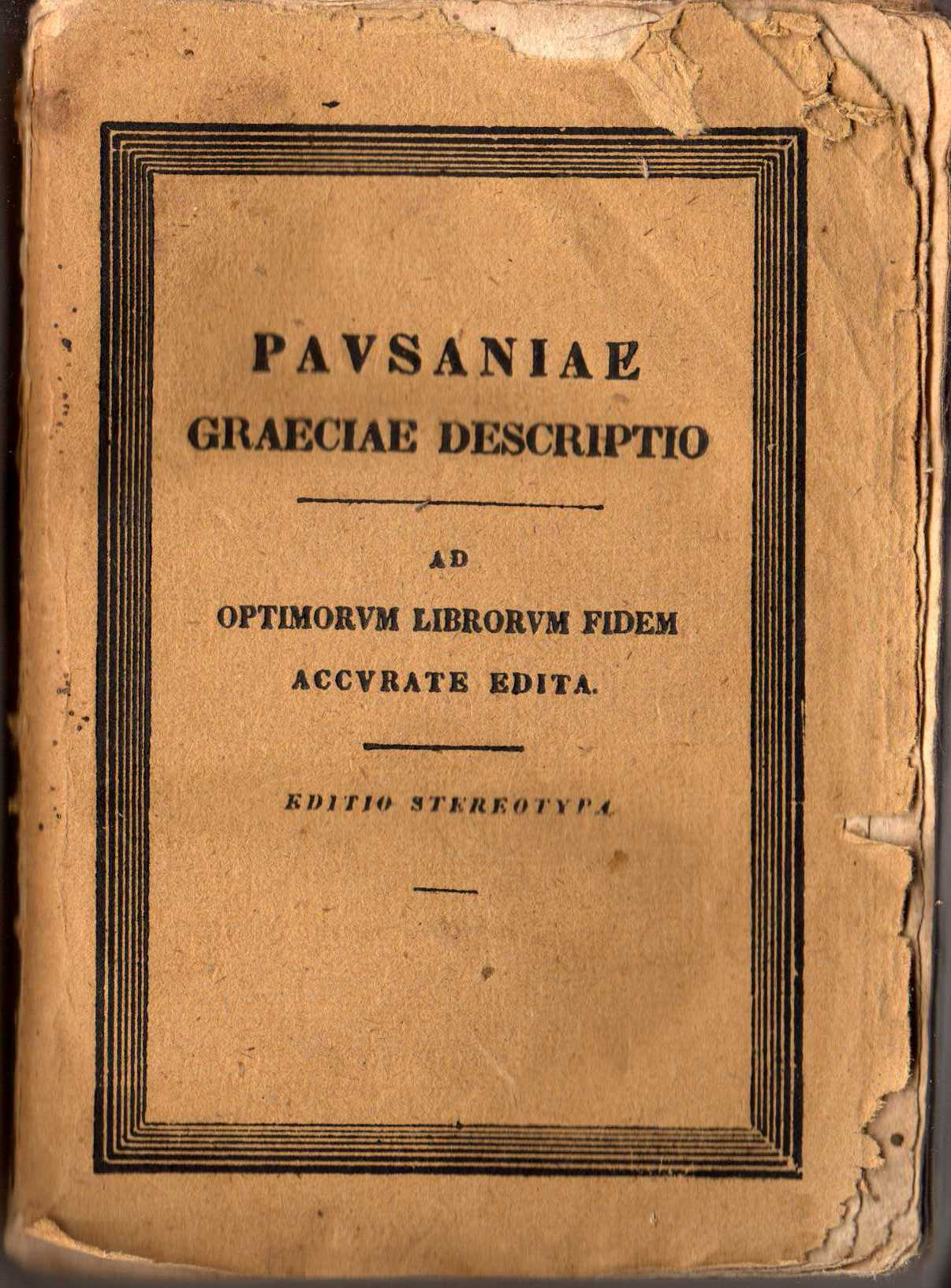
Stereotyp-Ausgabe der Beschreibung Griechenlands durch Carl Christoph Traugott Tauchnitz von 1829

Zu seiner Zeit wie auch in den folgenden Jahrhunderten war Pausanias keineswegs der anerkannte Name, der er heute ist. Er war keiner der gefeierten Schriftsteller seiner Zeit. Erst in der Neuzeit erlangte er im Zuge der wachsenden Begeisterung für die Antike größere Bekanntheit, doch noch im 19. Jahrhundert zweifelte der Altphilologe Ulrich von Wilamowitz-Moellendorff – der der Legende nach schlechte Erfahrungen gemacht haben soll bei dem Versuch, Pausanias vor Ort als Reiseführer zu benutzen – Pausanias’ Glaubwürdigkeit an. Er ging davon aus, dass Pausanias gar nichts selbst gesehen, sondern nur von älteren Quellen Überliefertes zitiert und dabei viele Fehler gemacht habe. Heute besteht jedoch trotz mancher Irrtümer kein Zweifel mehr an der Authentizität der meisten Beschreibungen des Pausanias. Namentlich die Klassische Archäologie hat im Wesentlichen die überwiegende Richtigkeit der Beschreibungen aufgrund der entsprechenden Ausgrabungen festgestellt und bezieht sich häufig auf sein Werk.
Da mittlerweile vieles von dem, was Pausanias detailliert beschrieben hat, zerstört, verschüttet oder vergessen ist, ist sein Werk nach wie vor ein wichtiges Hilfsmittel für die Archäologie. Mit Hilfe seiner Darstellung wurden und werden nicht selten interessante Überreste wiederentdeckt; zugleich aber sind auch einige eindeutige Irrtümer des antiken Autors aufgedeckt worden, die zu einer gewissen Vorsicht bei der Auswertung seines Werkes raten. Auch ist Pausanias’ Beschreibung hilfreich, um sich anhand einiger gefundener und ausgegrabener Ruinen ein Gesamtbild von bestimmten Städten oder Tempelanlagen zu machen.
Unschätzbaren Wert haben seine zehn Bücher auch für die Kunstgeschichte, da er viel Mühe darauf verwandte, Statuen und Bilder möglichst detailgetreu zu beschreiben. So wissen wir durch seine Schilderungen, dass der 1877 im dortigen Heratempel gefundene Hermes von Olympia des Praxiteles sich noch an seinem ursprünglichen Aufstellungsort befand.
Sein Werk ist auch im Hinblick auf ansonsten verloren gegangene antike Autoren bedeutend, da er vielfach seine literarischen Vorgänger und Zeitgenossen namentlich zitiert. Ebenso ist seine Darstellung für die Bereiche der Sozialwissenschaft wichtig, da er den Lebensstil der damaligen Griechen nicht unerwähnt lässt. So wissen wir dank ihm, dass im 2. Jahrhundert noch der Wildpark bestand, den Xenophon auf seinem Landgut Skillous bei Olympia anlegt hatte, nachdem er auf dem Zug der Zehntausend die persischen Königsgärten kennengelernt hatte.
Auch für die Religionswissenschaft und die Mythologieforschung liefert sein Werk wichtige Anhaltspunkte, da Pausanias sehr oft lokale Mythen und Göttersagen wiedergibt. Schließlich bietet seine Beschreibung auch einige historische Notizen, da er oft kleine Exkurse zur Lokalgeschichte in seine Darstellung einfügte.

## Textausgaben und Übersetzungen
- Beschreibung von Griechland. 2 Bände. Übersetzt von Karl Gottfried Siebelis. Metzler, Stuttgart 1929/1931.
- Pausaniae Graeciae descriptio. 3 Bände. Hrsg. v. Maria Helena da Rocha-Pereira. Teubner, Leipzig 1973–1981 (textkritische Ausgabe).
- Reisen in Griechenland. Gesamtausgabe (= Die Bibliothek der Alten Welt. Griechische Reihe). 3 Bände. Auf Grund der kommentierten Übersetzung von Ernst Meyer hrsg. von Felix Eckstein. 3., nunmehr vollständige Ausgabe. Artemis & Winkler, Zürich/München 1986–1989 (vollständige deutsche Übersetzung).
- Beschreibung Griechenlands. Ein Reise- und Kulturführer aus der Antike. Übersetzt von Jacques Laager. Manesse-Verlag, 1998.
- James George Frazer: Description of Greece (Übersetzung und Kommentar) (1897–) 6 Bände
- The Loeb Pausanias: Description of Greece. With an English translation by W. H. S. Jones. In five volumes.
- Pausanias: Beschreibung von Griechenland. Aus dem Griechischen übersetzt von Johann Heinrich Christian Schubart. 6 Bändchen in 2 Bänden. Stuttgart: Hoffmann`sche Verlags-Buchhandlung (Ab 2. Bändchen: Krais & Hoffmann), 1857–1863